# Comuna Movceanivka, Skvîra
Movceanivka (în ucraineană Мовчанівка) este o comună în raionul Skvîra, regiunea Kiev, Ucraina, formată din satele Movceanivka (reședința), Rîbciînți și Uleanivka.

## Demografie
Componența lingvistică a comunei Movceanivka
     Ucraineană (98,66%)
     Rusă (1,19%)
     Alte limbi (0,15%)
Conform recensământului din 2001, majoritatea populației comunei Movceanivka era vorbitoare de ucraineană (98,66%), existând în minoritate și vorbitori de rusă (1,19%).